# アリエル2号

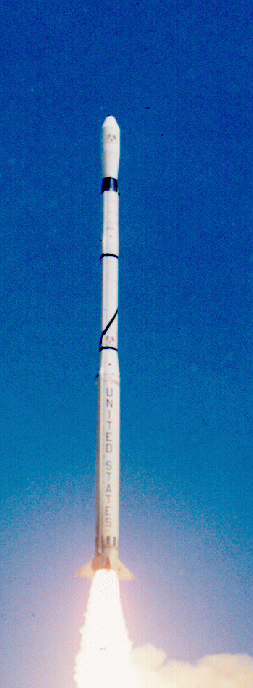
アリエル2号の打ち上げ

アリエル2号（英: Ariel 2, UK-C）はイギリスの電波天文衛星。アリエル計画の一環としてSERCにより行われた。ウェスティングハウス・エレクトリックによってアメリカ国内で作製され、打ち上げ時の重量は68 kgだった。
打ち上げはアメリカ航空宇宙局が担当し、Scout X-3ロケットを使用した。1964年3月27日の17時25分23秒（GMT）に、ワロップス射場のLA3から打ち上げられ、初の電波天文学のために使用された人工衛星となった。1964年11月にミッションは終了した。